# 猪津駅

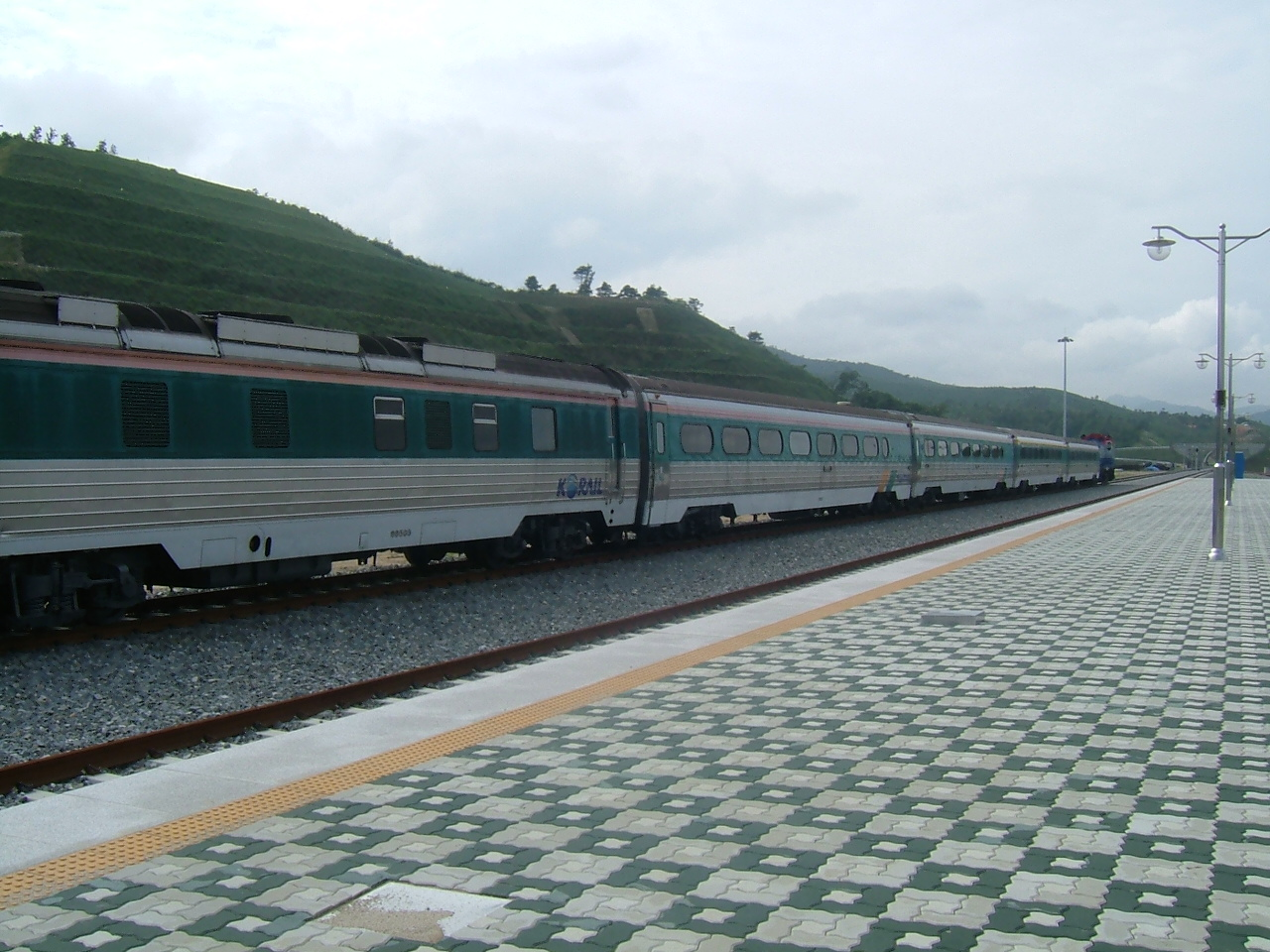
猪津駅プラットホーム
（2006年8月26日撮影）

猪津駅（チェジンえき）は、大韓民国江原特別自治道高城郡にある韓国鉄道公社（KORAIL）東海北部線の駅。
現在路線は朝鮮民主主義人民共和国方面しか開通していないため、後述する試験運行を除いて列車運行は行われていない。
なお、当駅は民間人出入統制区域内にあるため、許可がない限り立ち入ることはできず、当駅を見学することは不可能である。

## 概要

### 日本統治時代からの路線分断
1932年11月1日にて朝鮮総督府鉄道の東海北部線として開業する。なお東海北部線の建設は江陵まで向かう予定であったが、途中の襄陽駅で建設は凍結された。
1945年の朝鮮光復により当地は北緯38度線（38度線）よりも北側にあったため北朝鮮側の領有となり、間もなく朝鮮民主主義人民共和国鉄道省による管理となった。しかし1950年に勃発した朝鮮戦争によって当駅を含む東海北部線は破壊され、さらに戦争の過程で軍事境界線が移動したことによって当駅は民間人出入統制区域内に位置しながらも韓国側の領有となった。当駅は1953年7月31日に韓国側の戸籍上として一旦廃駅とされた。東海北部線自体もその後列車の運行自体が行われることなく、1967年1月1日に全線が廃線とされた。

### 再連結事業による再開業
東海線復元事業により、2006年3月15日に南側の南北出入事務所を併設しつつ竣工された。同年5月12日に、韓国（南）と北朝鮮（北）は5月25日に猪津駅（南側）・鑑湖駅（北側）間で列車の試験運行を行なうことで一旦は合意した。だが、同年5月24日に北側が一方的に試験運行の中断宣言を行い、当初の予定は全て取り消しとなった。その後、南北間の再交渉の結果を受け、2007年5月17日にようやく猪津駅と鑑湖駅との間で試験運行が実施された。しかしその後の北側へ向かう定期列車を運行するめどは立っていない。なお2027年に東海北部線が全通復旧し、江陵方面へ向かう路線が開通する予定である。

## 駅構造
- 島式ホーム1面2線の地上駅。
- 駅構内には、南北直通列車利用者が手続きをするための南北出入事務所があり、保安検索台や出入境審査台、税関等が設置されている。なお、金剛山観光（現在中断中）など、陸路で北朝鮮に向かう者が手続きをするための事務所は別に設置されている（本駅舎横に「東海線道路南北出入事務所」がある）。

## 歴史
- 1932年11月1日：朝鮮総督府鉄道の東海北部線の暫定終着駅として開業。
- 1935年11月1日：東海北部線が杆城駅まで開通し、途中駅となる。
- 1945年：朝鮮民主主義人民共和国鉄道省の管理となる
- 1950年7月：朝鮮戦争により営業中止。
- 1953年7月31日：韓国側の戸籍上として廃駅。
- 2006年3月15日：韓国鉄道公社管理のもと南北出入事務所として再開業。
- 2007年5月17日：猪津駅と鑑湖駅との間で試験運行を実施。
- 2027年：東海北部線の全線復旧により、江陵方面が開通予定。

## 隣の駅
韓国鉄道公社・朝鮮民主主義人民共和国鉄道庁
東海北部線
猪津駅 - 鑑湖駅